# Холковский Троицкий монастырь
Свято-Троицкий Холковский монастырь (также Холков-Царёв-Николаевский монастырь) — единственный действующий пещерный монастырь в Белгородской области. Располагается в Чернянском районе у села Холки в 10 километрах к юго-западу от посёлка Чернянка и в 15 километрах к северо-западу от города Нового Оскола, на правом берегу реки Оскол при впадении в неё реки Холок.
Пещеры монастыря находятся на террасе одного из меловых холмов, входящих в состав небольшого хребта, который некогда называли Жестовыми горами. Спорным остаётся вопрос о происхождении Холковских пещер. Неизвестно, сами ли монахи их вырыли или они уже существовали ранее, однако считается, что они искусственного происхождения.
Через несколько лет после появления на Осколе города-крепости Царев-Алексеев, в 1655 году переименованного в Новый Оскол. Именно поэтому монастырь назывался Царёвым, название пошло от города-крепости.
Основными святынями являются монастырские пещеры, а также чудотворная икона Пресвятой Богородицы «Казанская», которую обрели в Холковских местах на дне колодца, и по молитвам у которой были чудеса. Они происходили и в наше время. Находится образ в храме Донской иконы Пресвятой Богородицы.

## История монастыря
По одной из гипотез, пещеры Холковского скита существовали в качестве храмового комплекса уже в VIII веке. Он представляет собой подземный монастырь с храмом, в котором престол примыкает к внутренней стене апсиды, а над его северной (правой) частью в апсиде высечена небольшая ниша, напоминающая жертвенник. Обводная галерея вокруг престола, видимо, бывшего некогда лежанкой христианского отшельника, построена точно так же, как обводная галерея под синтроном Николаевской базилики в Мирах Ликийских в Малой Азии.
По преданию, монастырь располагается на том месте, где произошла встреча князя Игоря Святославича и его брата Всеволода перед их походом на половцев в 1185 году. Этого же мнения придерживается известный археолог Светлана Плетнёва.
Холков-Царев-Николаевский мужской монастырь впервые упоминается в 1620 году как наземный, с деревянным храмом, перестроенным позже заново и освящённым во имя Преображения Господня. После 1650 г. монастырь называется официально Преображенским. Первый настоятель наземной обители — инок Геласий.
В 1653 году царь Алексей Михайлович дал настоятелю монастыря Ефрему жалованную грамоту на безоброчное владение мельницей, которую монахи построили рядом недалеко от пещер на берегу реки Холок. В 1757 году была возведена деревянная часовня перед входом в пещеру. Вскоре она была расширена и стала служить надвратной церковью. Поскольку монастырь регулярно подвергался набегам татар, в 1666 на самом высоком холме неподалёку от монастыря была сооружена «Жестовая сторожка» для наблюдения за степью, которая входила в систему белгородской засечной черты.
В 1764 году согласно Манифесту о секуляризации монастырских земель пещерный Холковский монастырь был упразднен.
В 1830-х годах князь А. Б. Голицын попытался на свои средства возобновить пещеры и пещерную церковь, однако по разным причинам подземный монастырь так и не открылся. С 1764 г. службы для прихожан проводились в наземном Покровском храме, оставшемся от упразднённого монастыря, а нижняя пещерная церковь была заброшена. Главный Преображенский храм монастыря был разобран для перестройки незадолго до закрытия обители, но так и не построен заново.
В разных номерах «Курских епархиальных ведомостей» за 1890—1899 гг. настоятель Покровского приходского храма слободы Холка священник Иаков Тимофеев публиковал множество статей, как о истории монастыря, так и о жизни прихода.
Одновременно неподалёку появилась и другая пещера — «пещера старца Никиты», вырытая в 1890—1920 годы отшельником Никитой Бычковым, уроженцем села Холки.
В 1990 году к заваленным многолетними осыпями пещерам, намереваясь расчищать их и восстанавливать монастырские строения, был Василий Пономарёв. Бросив службу в райкоме, он приехал из Чернянки в Холки и начал раскапывать завалы в пещерах. Вскоре появились и другие добровольцы. Через три месяца пещеры обрели почти первозданный вид.
14 октября, в праздник Покрова Богородицы, состоялось «торжественное открытие Холковских пещер для посетителей». Спасённый исторический памятник стал филиалом областного краеведческого музея, сюда начали приезжать организованные экскурсии.
Богослужения в подземном храме возобновлены в 1995 году. В 1997 году заложены храмовые строения будущего монастыря — надвратный Храм преподобных Антония и Феодосия Киево-Печерских, Владимирская часовня на холме и Храм Донской иконы Божьей Матери.
28 декабря 1999 года решением Священного Синода Русской православной Церкви Свято-Троицкий Холковский монастырь был открыт официально.
15 ноября 2005 года по случаю 1040-летия победоносного окончания похода князя Святослава против Хазарского каганата рядом с монастырем была открыта монументальная скульптура Великого князя Киевского верхом на коне работы скульптора Вячеслава Клыкова. Высота памятника составила 13 метров.
В 2022 году Банк России выпустил памятную серебряную монету номиналом 3 рубля, посвященную монастырю.

## Наместники
- архимандрит Софроний (Китаев) (31 мая 2010 — июль 2012)
- игумен Агафангел (Белых) (1 августа[6] — 1 сентября 2012[7]) и. о.
- иеромонах Андрей (Сумин) (1 сентября 2012[8] — 27 июня 2013) и. о.
- иеромонах Серафим (Богров) (с 27 июня 2013) и. о.

## Галерея

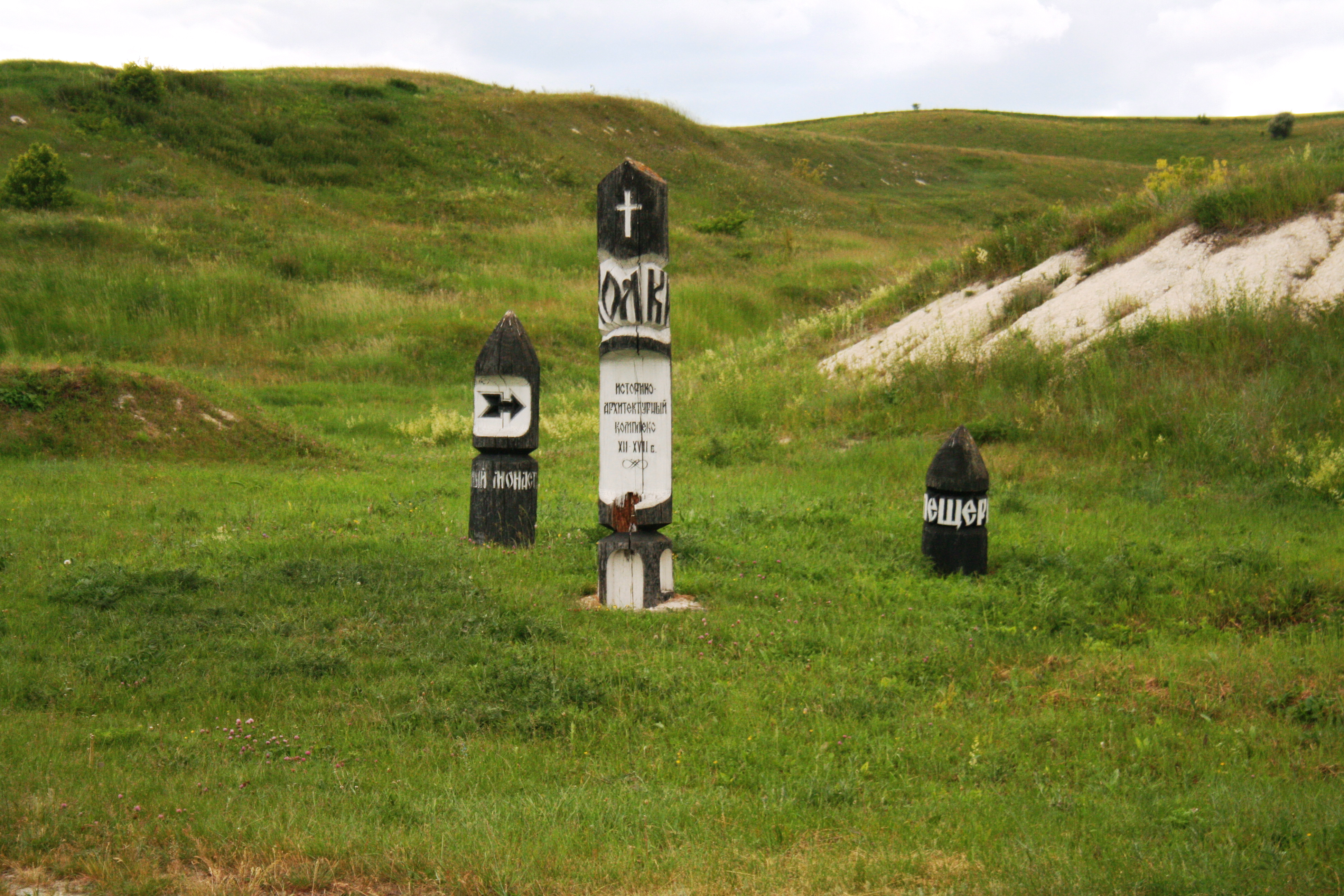
Указатели на историко-архитектурный комплекс
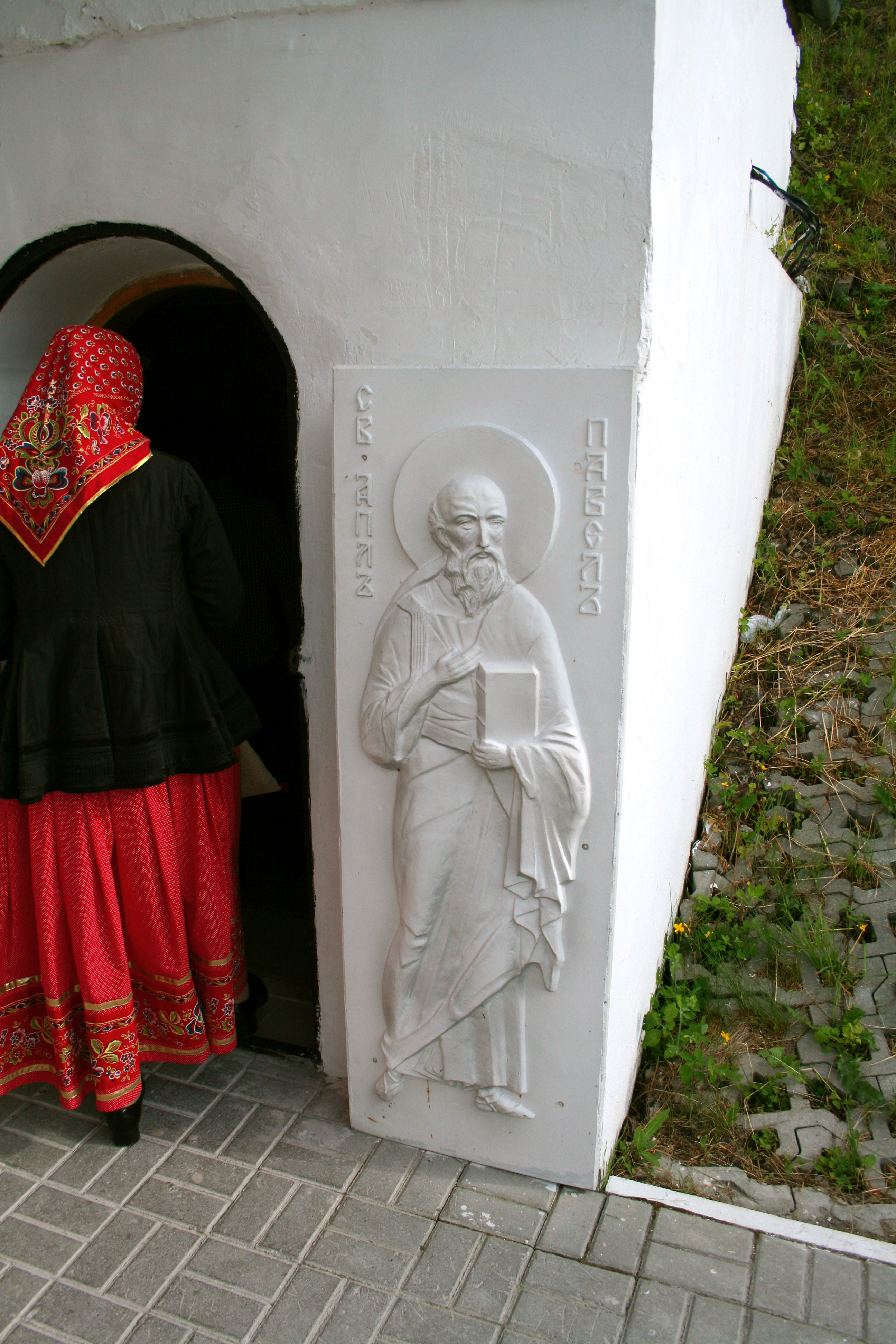
Вход в пещеру
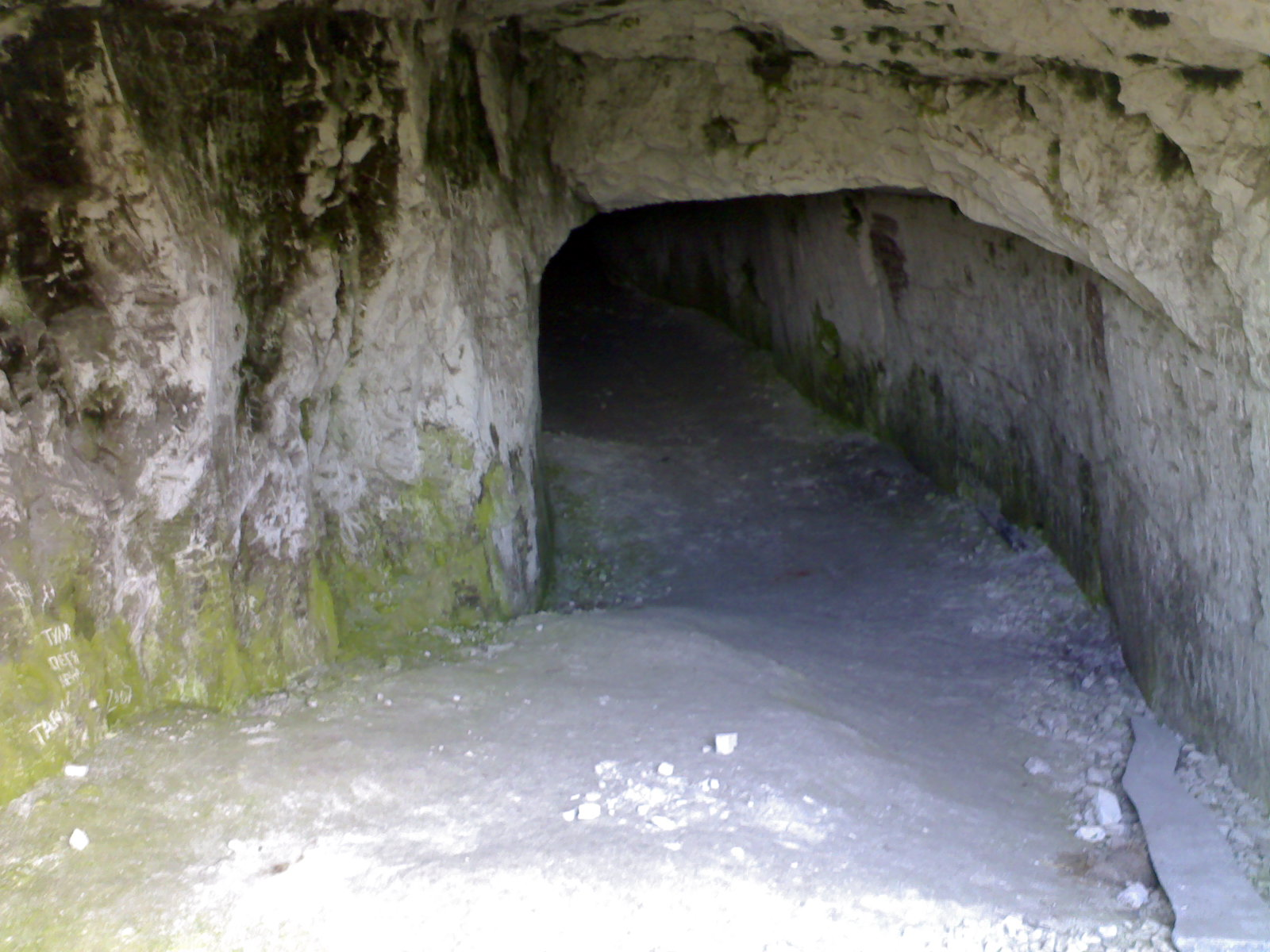
Подземный проход
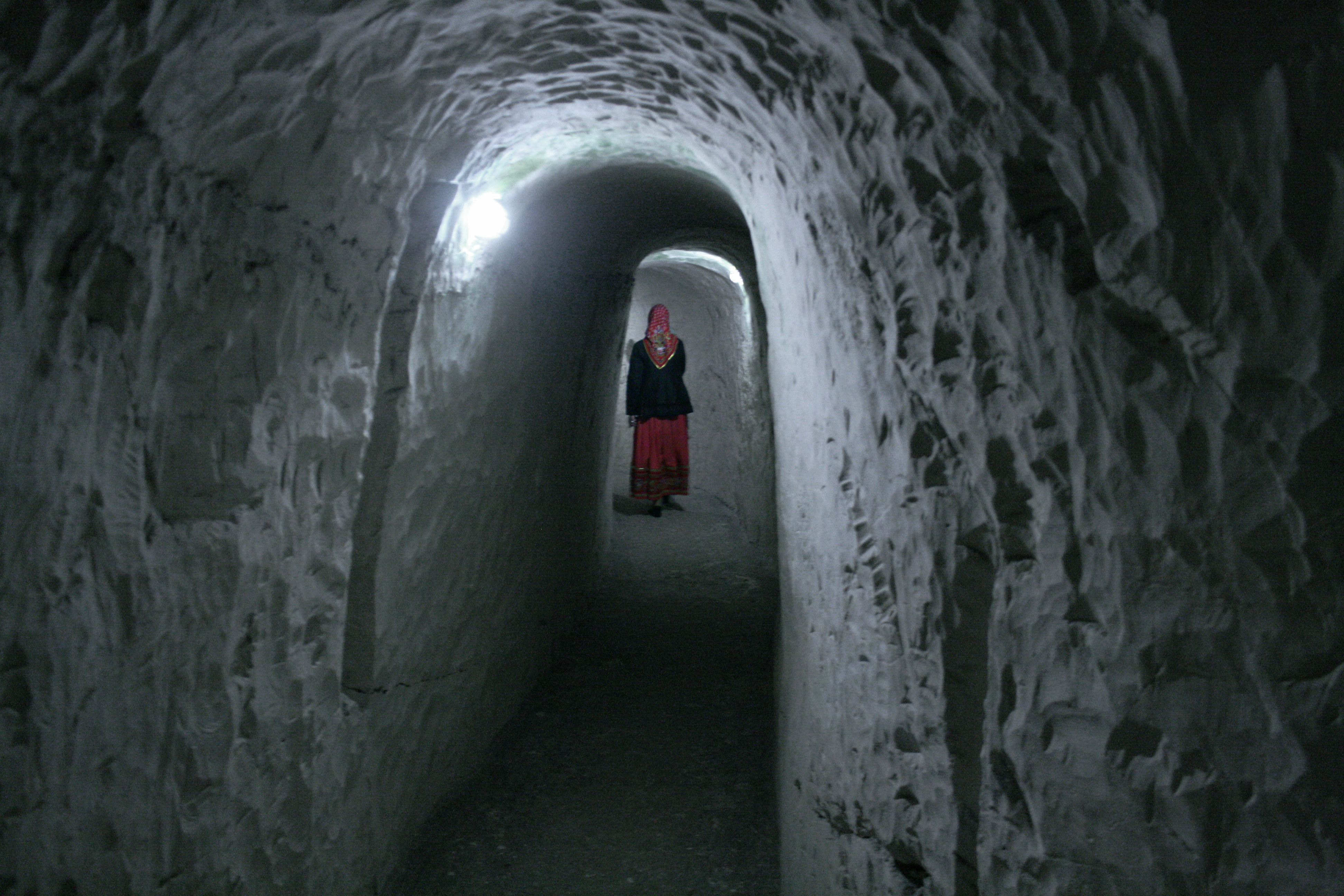
В пещере
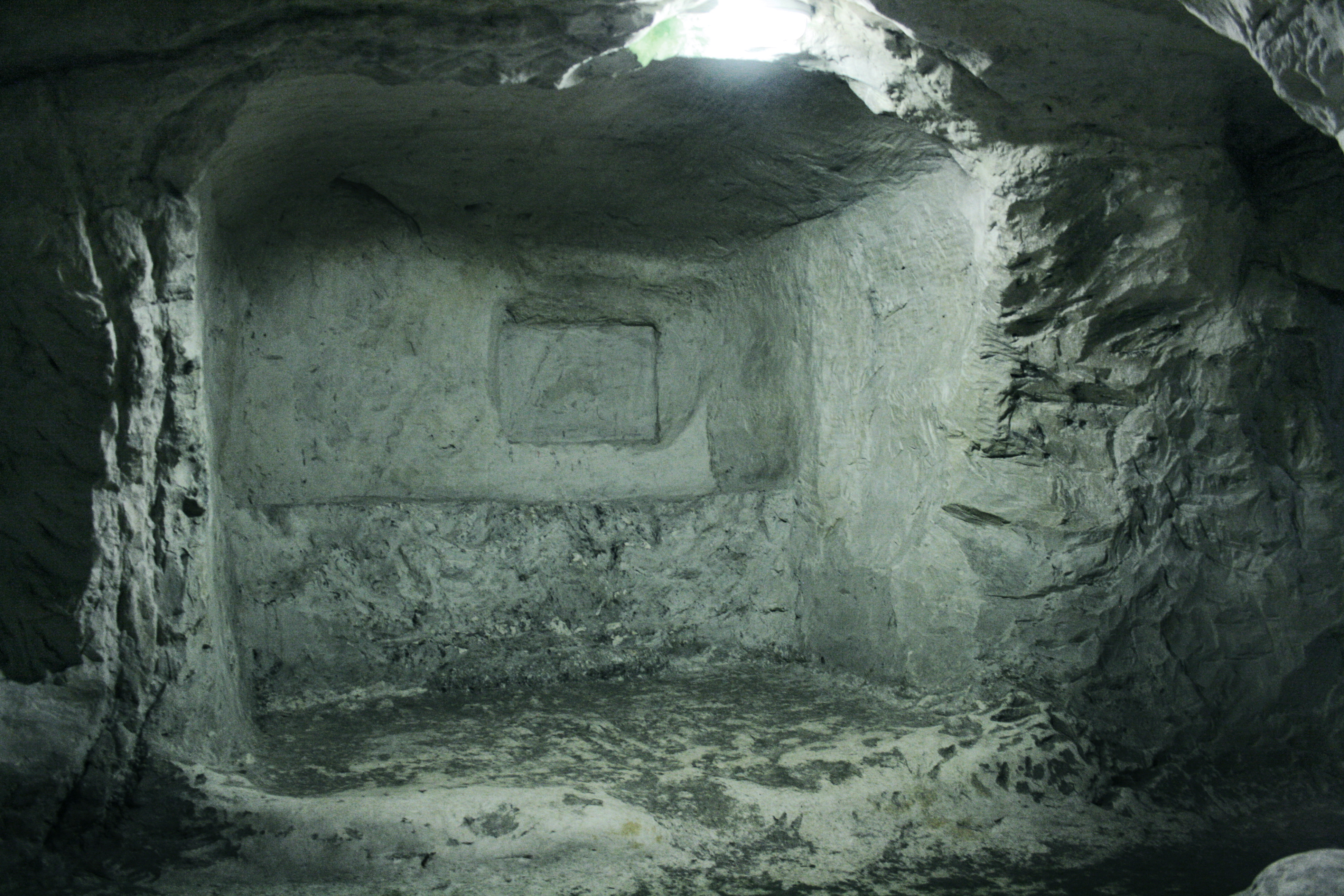
Келья отшельника
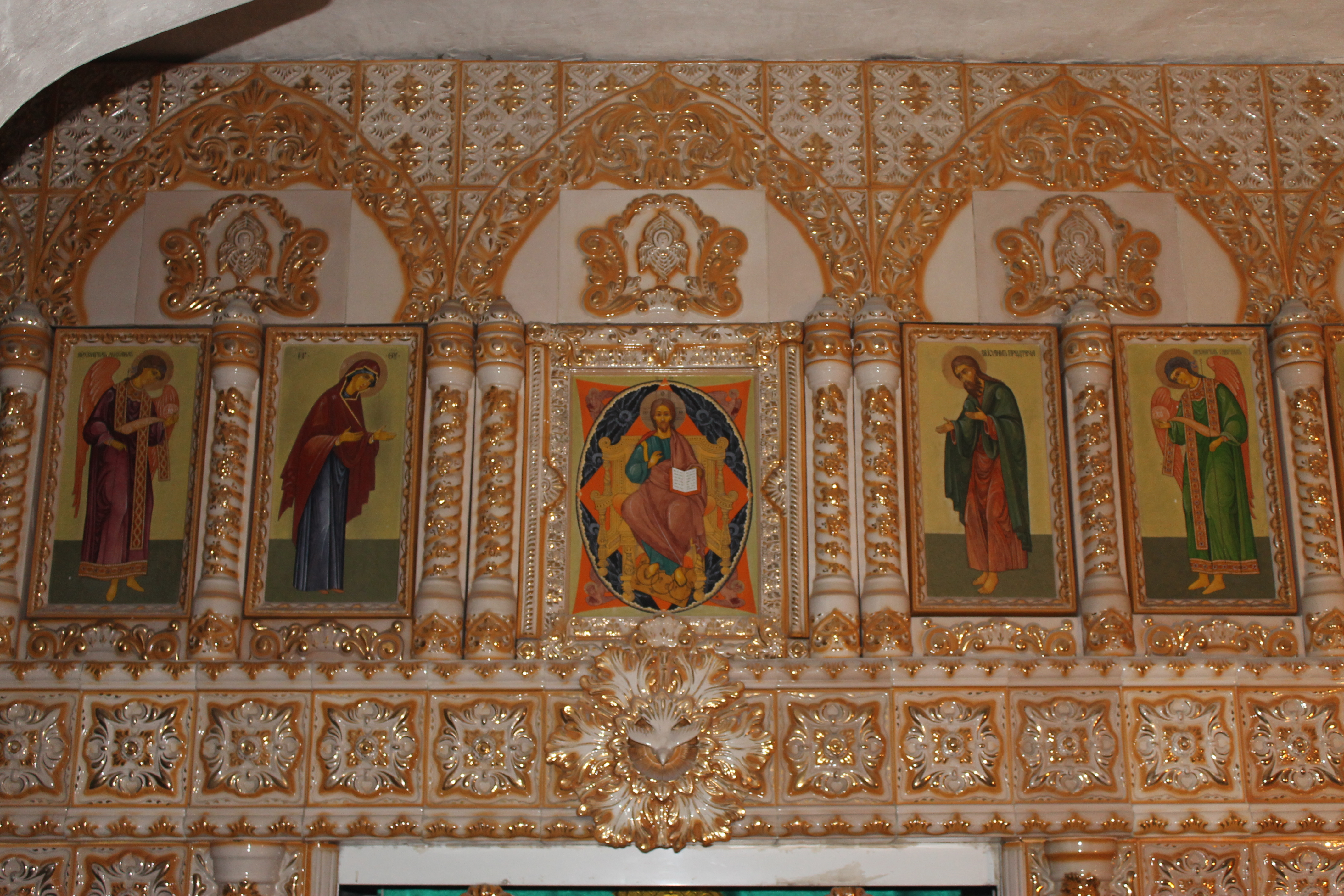
Фрагмент керамического иконостаса
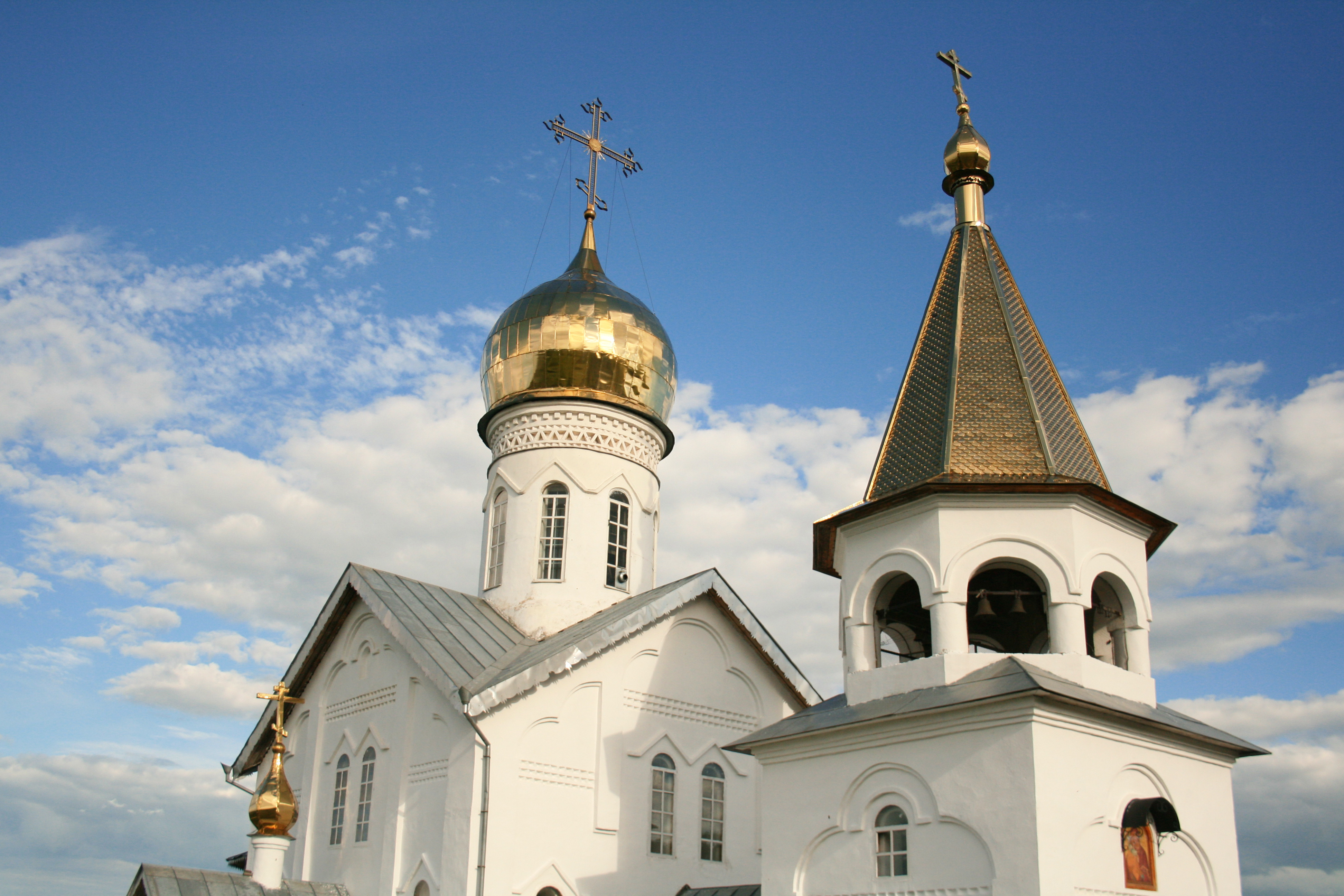
Церковь Донской иконы Божией Матери
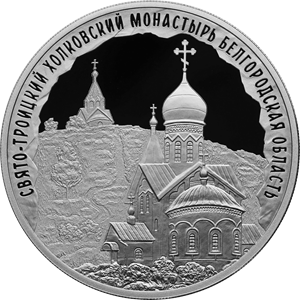
Монета Банка России, 2022 год